# 高橋陸人
高橋 陸人（たかはし りくと、2002年3月3日 - ）は、日本のダンサー。

## 来歴
ダンサー、俳優としてミュージカルや舞台に出演。

## 出演

### 舞台
2021年
- ミュージカル「黒執事」～寄宿学校の秘密～ - アンサンブル（3月5日 - 21日、天王洲 銀河劇場 / 3月25日 - 28日、メルパルクホール大阪/4月1日 - 4日、梅田芸術劇場シアター・ドラマシティ）[1]

2022年
- 「アマネ†ギムナジウム オンステージ」- アマネ美ヨングス （4月22日 - 5月15日、Mixalive TOKYO Theater Mixa）[2]
- ワールドトリガー the Stage 大規模侵攻編 - 緑川駿 役（8月5日 - 14日、品川プリンスホテル ステラボール / 8月19日 - 21日、京都劇場）[3] ※東京公演一部中止
- ちびまる子ちゃん THE STAGE『はいすくーるでいず』 - アンサンブル（12月15日 - 25日）[4]

2023年
- ミラクル☆ステージ『サンリオ男子』〜KIRAKIRA KANSAI PARADE #世界クロミ化計画～ -ミラクルアンダーズ（3月24日 - 4月2日、AiiA 2.5 Theater Kobe / 4月14日 - 4月16日、品川プリンスホテル クラブeX）[5]
- ミュージカル『テニスの王子様』4thシーズン青学vs六角（7月15日 - 7月23日、TACHIKAWA STAGE GARDEN / 7月28日 − 8月6日、COOL JAPAN PARK OSAKA WWホール / 8月23日 - 8月23日、名古屋文理大学文化フォーラム（稲沢市民会館）大ホール / 8月26日 - 9月3日、日本青年館ホール）[6]
- ワールドトリガー the Stage B級ランク戦開始編 −緑川駿 役（8月5日 - 6日、シアター1010 / 8月10日 - 13日、サンケイホールブリーゼ / 8月18日 - 27日、天王洲銀河劇場）映像出演[7]
- 『Dancing☆Starプリキュア』The Stage - ステラダンサーズ（10月28日 - 11月5日、品川プリンスホテル ステラボール / 11月10日 - 12日、サンケイホールブリーゼ）[8]

2024年
- 舞台『桃源暗鬼』（2月17日 - 25日、天王洲 銀河劇場 / 2月29日 - 3月3日、梅田芸術劇場 シアター・ドラマシティ）[9]
- MANKAI STAGE『A3!』 ACT2! WINTER 2024（4月 - 5月、東京・大阪） - アンサンブル [10]
- ミュージカル「陰陽師」～海国の章～ - アンサンブル（7月20日 - 9月21日）[11]※2020年に劇場にて収録されたゲネプロ映像。本公演中止。上記期間Z-aNにて配信

2025年
- 『あんさんぶるスターズ!』-Blessing Moment-（10月31日 - 11月9日〈予定〉、品川プリンスホテル ステラボール / 11月14日 - 23日〈予定〉、AiiA 2.5 Theater Kobe） - アンサンブル[12]

### イベント
- ACTORS☆LEAGUE in Dance 2024 - LYJ（8月27日、有明アリーナ）[13]
- ACTORS☆LEAGUE in Dance 2025（8月26日〈予定〉、国立代々木競技場 第一体育館）[14]